# Reeves Nelson
Reeves Bruce Nelson (Modesto, California, 18 de junio de 1991) es un exjugador de baloncesto estadounidense. Con 2,03 metros de estatura, jugaba en la posición de ala-pívot.

## Trayectoria deportiva

### Universidad
Jugó tres temporadas con los Bruins de la Universidad de California, Los Ángeles, en las que promedió 12,1 puntos, 7,3 rebotes y 1,1 asistencias por partido. En su temporada júnior, tras haber disputado sólo seis partidos, fue apartado del equipo por el entrenador Ben Howland por llegar tarde a una reunión y por comportamiento considerado como insubordinación. Dos días más tarde se le levantó la sanción, pero en 19 de noviembre de 2011 perdió un vuelo con el equipo, siendo nuevamente suspendido y finalmente echado del mismo días más tarde.

### Profesional
El 23 de diciembre de 2011 firmó su primer contrato profesional con el Žalgiris Kaunas de la liga lituana por una temporada con opción a una segunda. Pero solo disputó seis partidos, en los que promedió 2,5 puntos y 3,3 rebotes, siendo despedido en enero de 2012.
En el mes de mayo se declaró elegible para el Draft de la NBA de 2012, pero no fue elegido. Fue invitado por Los Angeles Lakers a disputar las Ligas de Verano de la NBA, firmando con el equipo el 5 de septiembre. Pero tras tres partidos de pretemporada, fue despedido.
No volvió a jugar hasta finales de marzo de 2013, cuando firmó con Los Angeles D-Fenders de la NBA D-League, pero solo disputó 14 minutos de un partido en el que no consiguió anotar ni un solo punto. En agosto sus derechos fueron adquiridos por los Delaware 87ers en el draft de expansión por la llegada de equipos nuevos a la D-League. Se unió al equipo en el mes de diciembre, pero sólo disputó nueve partidos, en los que promedió 9,6 puntos y 6,3 rebotes, siendo despedido el 10 de enero de 2014.
En abril de 2014 fichó por el Fuerza Guinda de Nogales mexicano para disputar el CIBACOPA 2014, con los que disputó quince partidos en los que promedió 22,4 puntos y 7,4 rebotes.
En junio de 2014 fichó por el Kangoeroes Willebroek para disputar la temporada 2014-15 de la Ligue Ethias belga, sin embargo fue despedido en el mes de noviembre tras jugar cuatro partidos en los que promedió 15,0 puntos y 6,3 rebotes. En enero de 2015 fichó por el Maccabi Ra'anana de la Liga Leumit de Israel, pero solo jugó seis partidos en los que promedió 14,3 puntos y 8,7 rebotes, siendo despedido al mes siguiente. El 24 de febrero se comprometió con el Panelefsiniakos B.C. griego, pero fue despedido sin llegar a debutar, tras un comportamiento inadecuado en un entrenamiento.